# スルト県
 スルト県（スルトけん、アラビア語: سرت、Surt）は、リビア北部の県。シドラ湾に臨む。県都はスルト。シルト県とも表記される。

## 県名の由来
県名は、シドラ湾岸の歴史的な中心都市であるスルトから採られた。「スルト」とはこの湾のギリシア名、「大シルティス」に由来する。

## 気候
| スルトの気候           | スルトの気候 | スルトの気候 | スルトの気候 | スルトの気候 | スルトの気候 | スルトの気候 | スルトの気候 | スルトの気候 | スルトの気候 | スルトの気候 | スルトの気候 | スルトの気候 | スルトの気候 |
| 月                     | 1月          | 2月          | 3月          | 4月          | 5月          | 6月          | 7月          | 8月          | 9月          | 10月         | 11月         | 12月         | 年           |
| ---------------------- | ------------ | ------------ | ------------ | ------------ | ------------ | ------------ | ------------ | ------------ | ------------ | ------------ | ------------ | ------------ | ------------ |
| 平均最高気温 °C （°F） | 17 (62)      | 18 (64)      | 20 (68)      | 22 (72)      | 24 (76)      | 27 (81)      | 28 (83)      | 29 (85)      | 29 (84)      | 27 (80)      | 22 (72)      | 18 (65)      | 23.4 (74.3)  |
| 平均最低気温 °C （°F） | 11 (51)      | 11 (52)      | 13 (55)      | 16 (60)      | 18 (65)      | 21 (70)      | 23 (74)      | 24 (75)      | 23 (73)      | 21 (69)      | 16 (60)      | 12 (54)      | 17.4 (63.2)  |
| 降水量 mm （inch）     | 38 (1.5)     | 23 (0.9)     | 13 (0.5)     | 5 (0.2)      | 3 (0.1)      | 0 (0)        | 0 (0)        | 0 (0)        | 10 (0.4)     | 23 (0.9)     | 30 (1)       | 43 (1.7)     | 188 (7.2)    |
| 出典：Weatherbase      |              |              |              |              |              |              |              |              |              |              |              |              |              |

## 隣接する県
スルト県を取り巻く県は、過去幾度もの行政区画再編によって移り変わってきた。1983年から1987年までは、ビン・ジャワード県が現在のスルト県の一部を占めた。
直近の2007年の行政区画再編後は、東でアル・ワーハート県と、南でジュフラ県と、西でジャバル・アル・ガルビ県と、北西でミスラタ県と隣接している。北は地中海である。

## 交通
2007年に建設が始まった、チュニジアとベンガジを結ぶ海岸鉄道の内陸部への要衝である。

## 以前の行政区画

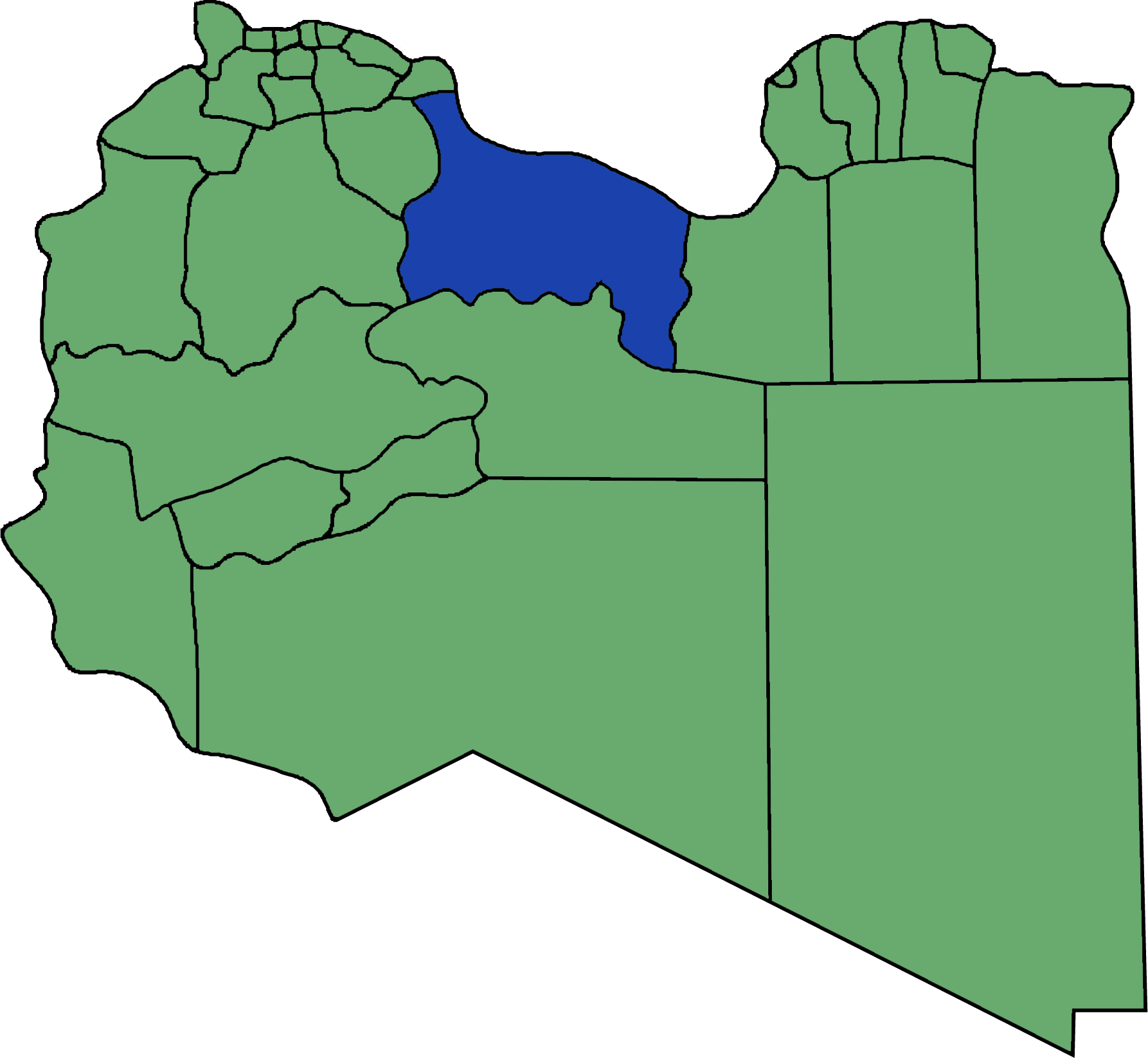
2001年から2007年のスルト県